# کپ
۱۰°۲۹′۱۵″ شمالی ۱۰۴°۱۹′۱۵″ شرقی / ۱۰٫۴۸۷۵۰°شمالی ۱۰۴٫۳۲۰۸۳°شرقی
کپ شهری در کشور کامبوج است که جزو تقسیمات اداری کپ محسوب می‌شود و جمعیت آن براساس سرشماری سال ۱۹۹۸ میلادی ۲۸٫۶۶۰ نفر بوده که در سال ۲۰۰۵ میلادی به ۳۷٫۷۸۶ نفر افزایش یافته‌است.